# Nakajima
Акционерное общество «Самолёты Накадзима» (яп. 中島飛行機株式会社 Накадзима хико:ки кабусики гайся) — японская авиастроительная компания, существовавшая с 1917 по 1945 годы.

## История

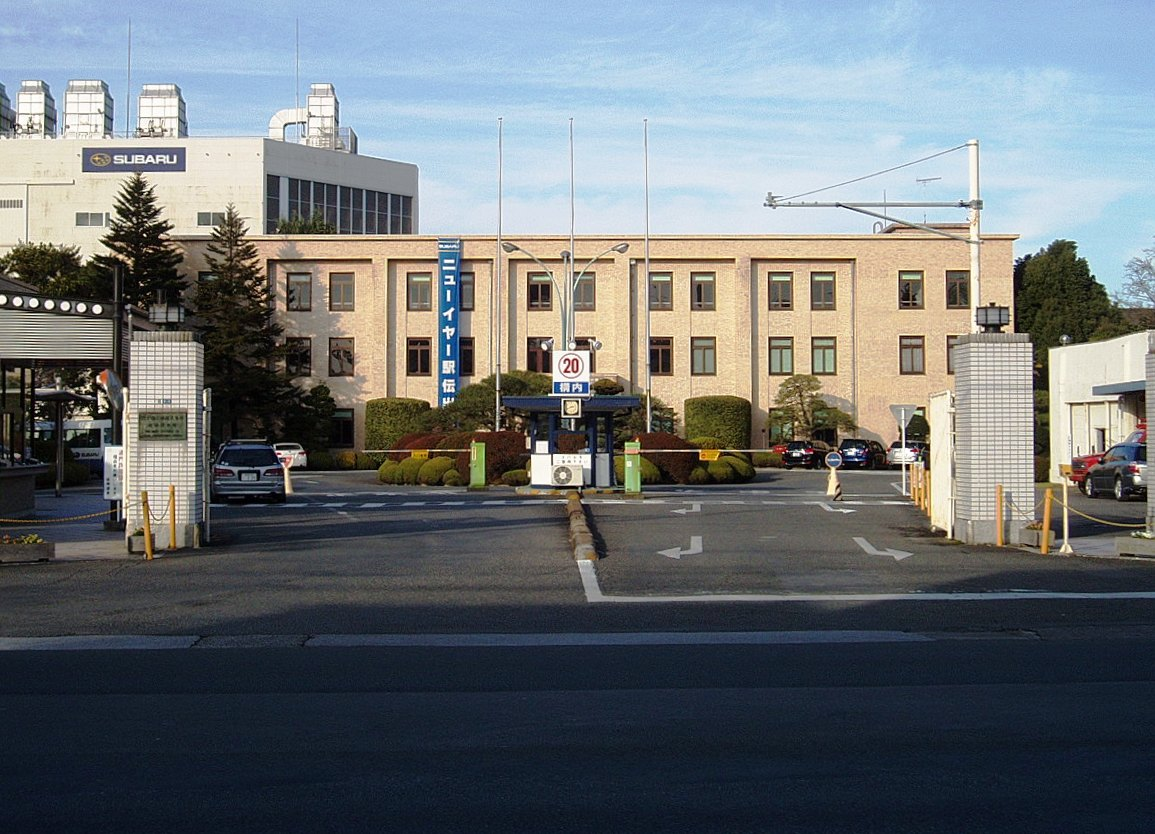
Общий вид заводоуправления «Накадзима» (г. Ота)

Первоначально компания была создана в 1917 году когда предприниматель Тикухэй Hакадзима и офицер-кораблестроитель ВМС Сэйбэй Каваниси на акционерной основе создали авиационный завод под названием «Японское самолетное производство» (яп. 日本飛行機株式会社 нихон хико:ки сэйсакусо кабусики гайся). Однако уже в декабре 1919 года из-за разногласий между компаньонами компания распалась. При этом Hакадзима в дальнейшем получил финансовую поддержку влиятельного концерна «Мицуи Буссан», позволив первому организовать собственную фирму «Накадзима хикоки кабусики гайся».
К началу Второй мировой войны компания представляла собой целый комплекс авиа- и двигателестроительных производств. Вместе с дочерней фирмой «Акционерное общество „Авиастроительная металлургия Накадзима“» (яп. 中島航空金属株式会社 накадзима ко:ку: киндзоку кабусики гайся) этот концерн был в состоянии производить всё необходимое для сборки самолетов и авиационных моторов. В концерн также входили оружейные и сталелитейный заводы. Но при этом возможности производства собственного машинного парка и оборудования были довольно ограниченными. И в итоге, 1 апреля 1945 года «Накадзима» была национализирована и стала I арсеналом. Её заводы после войны послужили основой для создания Fuji Heavy Industries, ныне Subaru Corporation.

## Производство
Основные заводы Hакадзимы располагались в городах Ота, Мусаси, Омия, Хамамацу, Уцуномия, Ивата, Сирояма, Коидзуми, Ханда.

### Авиазаводы
- № 1 (г. Oта)

- Истребители «97», «1», «2», «4» (Сухопутные войска)
- Спецсамолет «Цуруги» (Сухопутные войска)
- Бомбардировщик «97» (Сухопутные войска)
- Торпедоносец «97», гидроразведчик «95», учебно-боевой «5», транспортный «0» (ВМС)

- № 2 (г. Коидзуми)

- Истребитель «0», гидроистребитель «0» (ВМС)
- Торпедоносцы «97», «Тэндзан», «Сайун» (ВМС)
- Тяжелый торпедоносец «96», транспортный «0» (ВМС)
- Бомбардировщик «Гинга» (ВМС)

- № 3 (г. Ханда)

- Торпедоносцы «Тэндзан», «Сайун» (ВМС)

- № 4 (г. Уцуномия)

- Истребитель «4» (Сухопутные войска)

### Двигателестроительные заводы
- № 11 (г. Мусаси)

- «Ха-1», «Ха-5» («Ха-41», «Ха-109»), «Ха-25» («Ха-115»), «Ха-45»
- «Котобуки», «Хикари», «Сакаэ», «Мамору», «Хомарэ» (ВМС)

- № 12 (г. Омия)

- «Хомарэ» (ВМС)

- № 13 (г. Хамамацу)

- «Хомарэ» (ВМС)

### Заводы авиакомплектующих
- № 14 (г. Оя[источник не указан 3167 дней])

Ведущими конструкторами КБ являлись Т. Кояма, Х. Итокава, К. Мацумура, К. Аори, К. Накамура, Я. Фукуда, Ё. Ямамото.